# Barranc de la Foradada
El Barranc de la Foradada és un torrent afluent per la dreta de la Riera de Madrona en el tram en què rep el nom de Sargueres de l'Alcerà, que realitza tot el seu recorregut pel terme municipal de Castellar de la Ribera i que neix a menys de 400 metres a ponent de la Collada de Clarà

## Xarxa hidrogràfica
La seva xarxa hidrogràfica, que també transcorre íntegrament pel terme municipal de Castellar de la Ribera, està constituïda per quatre cursos fluvials la longitud total dels quals suma 4.078 m.

### Poblament
En el territori de la seva conca s'hi troben les masies de la Foradada (al vessant esquerre) i el Noguer, a l'altre vessant.